# Stigmatomma trigonignathum
Stigmatomma trigonignathum es una especie de hormiga del género Stigmatomma, familia Formicidae. Fue descrita científicamente por Brown en 1949.
Se distribuye por los Estados Unidos. Vive en microhábitats como hojas con moho. El espécimen tipo de 1948 mide 6,12 mm de largo, incluidas las mandíbulas pero excluyendo el aguijón. Es mayormente de color ferruginoso.